# Colias tamerlana
Colias tamerlana é uma borboleta da família Pieridae. É encontrada no Leste Paleártico ocidental da Sibéria, norte da China e Mongólia.

## Descrição
É um membro grande e muito escuro do género Colias.

## Biologia
A larva alimenta-se de Oxytropis oligantha.

## Taxonomia
Foi aceite como uma espécie por Josef Grieshuber & Gerardo Lamas contudo pode ser uma subespécie de Colias nastes.